# Stazione di Matsue

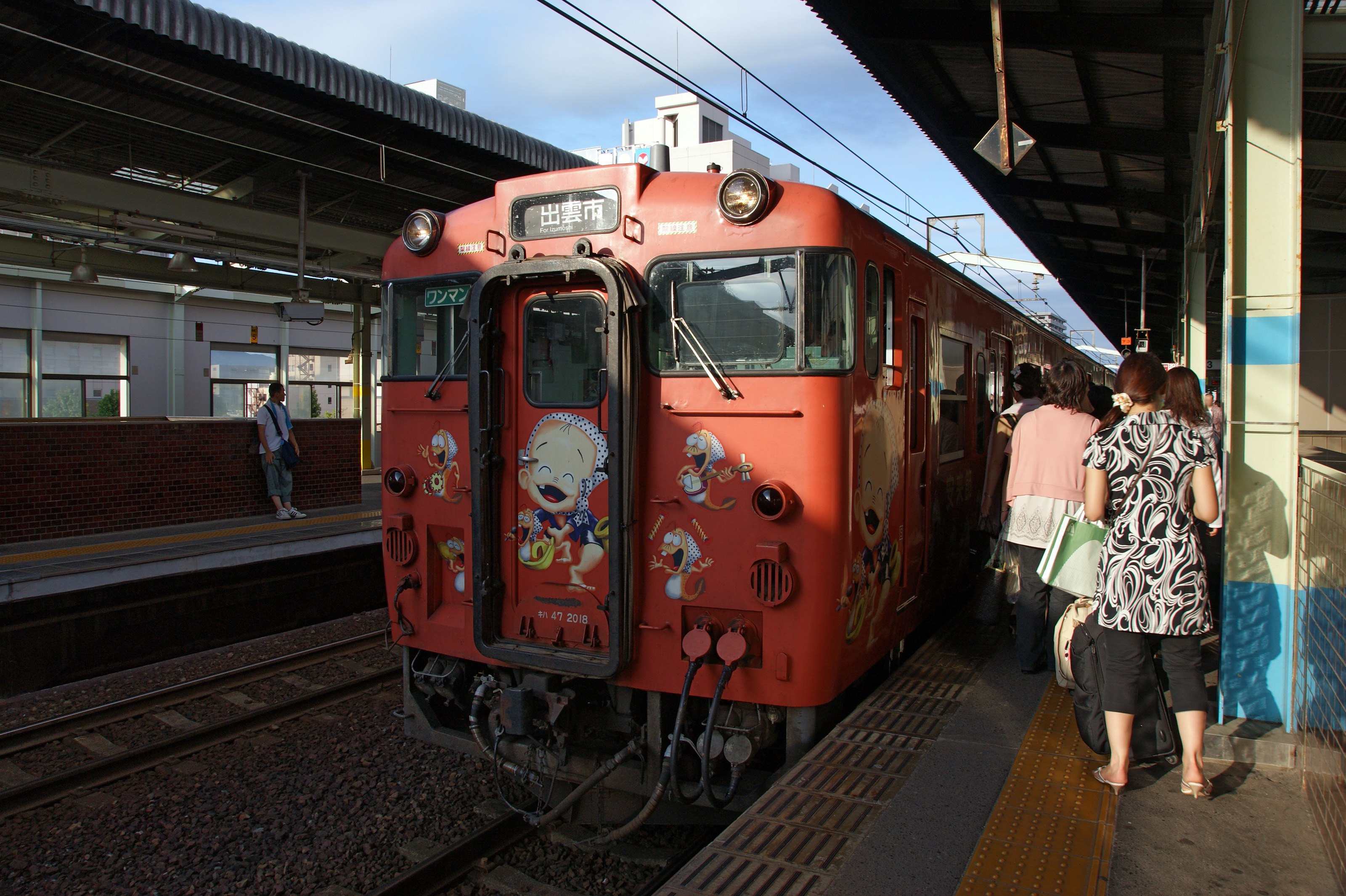
Un treno rapido fermo alla stazione di Matsue

La stazione di Matsue (松江駅?, Matsue-eki) è la principale stazione ferroviaria della città di Matsue, capoluogo della prefettura di Shimane in Giappone. Si trova sulla linea principale San'in della JR West.

## Linee e servizi
JR West
■ Linea Inbi
■ Linea principale San'in

### Treni a lunga percorrenza
Presso la stazione di Matsue fermano anche diversi treni a lunga percorrenza:
- Espresso Limitato Super Oki
- Espresso Limitato Super Matsukaze
- Espresso Limitato Yakumo
- Espresso Limitato notturno Sunrise Izumo per Tokyo

## Struttura
Realizzata su viadotto, la stazione dispone di diversi servizi, fra cui biglietteria, servizi igienici e una piccola area commerciale, al livello del terreno, e quattro binari passanti con due banchine a isola sopraelevate.
| 1-2 | ■ Linea principale San'in | per Yonago, Tottori e Okayama |
| 3-4 | ■ Linea principale San'in | per Izumoshi e Hamada         |

## Stazioni adiacenti
| «                       | Servizio                                          | »                       |
| Linea principale San'in | Linea principale San'in                           | Linea principale San'in |
| ----------------------- | ------------------------------------------------- | ----------------------- |
| Higashi-Matsue          | Locale Rapido "Aqua Liner" Rapido "Tottori Liner" | Nogi                    |
| Higashi-Matsue←         | Rapido "Tsūkin Liner"                             | ← Shinji                |